# 消えたタンカー
『消えたタンカー』（きえたタンカー）は、西村京太郎の長編推理小説。1975年に光文社から刊行された。
「十津川警部シリーズ」の主人公である十津川省三が登場する長編作品第4作。
第29回日本推理作家協会賞長編部門にノミネートされた作品で、作者の代表作のひとつであるとともに、作者が自選ベスト5に選出した作品である。

## 概要と解説
本作は初期作品の『ある朝 海に』『脱出』（いずれも1971年）や『伊豆七島殺人事件』（1972年）、十津川初登場作品の『赤い帆船（クルーザー）』（1973年）に続く海洋ミステリー作品で、インド洋上でのタンカーの炎上・沈没に始まり、舞台が本土から沖縄、ブラジル、南アフリカ共和国にまで及ぶ、雄大なスケールで描かれた作品である。また後の『消えた巨人軍』『消えた乗組員（クルー）』（いずれも1976年）や『ミステリー列車が消えた』（1982年）などの「消失もの」の嚆矢となる作品でもある。
前2作の『殺しのバンカーショット』（1973年） と『日本ダービー殺人事件』（1974年）で警部だった十津川は、本作では警部補に戻っている。

## ストーリー
インド洋上で、58万キログラムの原油を満載した50万トンのマンモスタンカー「第一日本丸」が炎上、沈没した。船長の宮本以下6名は無事救出されたが、残り26名の生死と原因は不明のまま捜索は打ち切られた。しかし数日後、宮本が自宅から散歩に出たまま帰らず、翌朝変死体で発見された。その翌日、警視庁に第一日本丸の生存者6名を皆殺しにするという予告状が届けられた。
十津川警部補が捜査したところ、宮本はブラジル移住を計画したものの家族に言えず断念した形跡が認められた。一方、残り5名は、既に一家でブラジルに移住していた船医の竹田を初めとして、なぜか全員東京から逃走していた。そして、一等航海士の佐藤が高速道路上でM16自動小銃で狙撃されて妻とともに殺された。
事務長（パーサー）の辻が妻とともに野沢温泉に向かったことを知った十津川は、長野県警に夫妻の身柄の確保を要請したが、先に犯人に見つけられて2人ともM16自動小銃で殺害されてしまった。検問で犯人が乗っているという黒のカローラのトランクからM16自動小銃が発見されたことから運転手が逮捕されたが、それは犯人が別人を逮捕させて検問を突破するためにトランクに入れた別のライフルであることが判明した。さらに、クルーザーで南米に向かった二等航海士の河野も、妻子もろとも船ごと爆殺された。
国内で発見されないでいる水夫長の小島と妻子は、カーフェリーを乗り継いで沖縄に向かったと推理した十津川は、沖縄県警に小島一家の身柄の確保を要請する。一方、家族まで皆殺しにする犯行から、生き残りの6名に対する強い怨恨を感じた十津川は、第一日本丸の生存者6名によって見殺しにされた26名の船員のうち奇跡的に生き残った者が復讐のために犯行に及んだものと推理し、26名のうち銃の扱いに慣れている6人を割り出す。そしてその6人のうち、パンナム機の乗客名簿にボンベイ空港から羽田空港に帰国している甲板部員の赤松淳一の名前を見つける。
小島一家はいったんは沖縄県警に身柄を確保されたものの、隙を突いて逃走後、恩納村で発見され厳重に警護される。しかし、赤松に顔立ちが似ていた大学生が黒のカローラで事故死し、これまでの殺害現場の写真を収めたカメラが残されていたことから警護が緩んだ隙を突かれて、海上からサバニに乗った犯人により小島夫妻は射殺されてしまう。そして、那覇空港と那覇港での厳重な検問にもかかわらず、赤松は捕まらなかった。十津川はサバニで島の北端から与論島に渡り、そこから沖永良部島経由で鹿児島へ逃れるコースに思い至ったものの、既に遅かった。
その後、八王子市内でM16自動小銃で自殺したものと思われる赤松の死体が発見され、事件は終焉したものと思われた。しかし十津川は、赤松を犯人とした場合、いくつかの矛盾点があることから、事件はまだ終わっていないと言い放ち、休暇を取って一人で事件を初めから調べ直す。

## 登場人物
警視庁捜査一課
- 十津川省三
- 亀井定雄
- 捜査一課長

その他
宮本健一郎（みやもと けんいちろう）
第一日本丸の船長（キャプテン）。
辻芳夫（つじ よしお）
第一日本丸の事務長（パーサー）。
竹田良宏（たけだ よしひろ）
第一日本丸の船医（ドクター）。
佐藤洋介（さとう ようすけ）
第一日本丸の一等航海士（チーフ・オフィサー）。
河野哲夫（こうの てつお）
第一日本丸の二等航海士（セカンド・オフィサー）。
小島史郎（こじま しろう）
第一日本丸の水夫長（ボースン）。
赤松淳一（あかまつ じゅんいち）
第一日本丸の甲板部員。元自衛隊員。
鈴木晋吉（すずき しんきち）
第五白川丸の船長。
日高京助（ひだか きょうすけ）
中央新聞のサンパウロ特派員。
玉城利夫（たまぐすく としお）
沖縄県警の刑事。
若松和之（わかまつ かずゆき）
沖縄に旅行に来ていた大学生。
望月英夫（もちづき ひでお）
黒のカローラの持ち主。

## テレビドラマ

### 1981年版
1981年10月6日に日本テレビ系列の『火曜サスペンス劇場』の第2回として放送。
夏木勲演じる十津川ではなく、原作に登場しない中野良子演じる保険調査員が主人公となっている。
スタッフ
- 脚本：村尾昭、和久田正明
- 監督：西村潔
- 音楽：佐藤允彦
- 特殊技術：川北紘一
- 制作協力：全日空、指宿白水館、鹿児島県指宿市観光課
- 企画：小坂敬（NTV）、山本時雄
- プロデューサー：長富忠裕（NTV）、古俣則夫
- 製作：日本テレビ、東宝映像

キャスト
- 結城信子：中野良子
- 宮本信一郎：岡田英次
- 赤松淳一：谷隼人
- 小島史郎：睦五郎
- 望月：山本昌平
- 保険会社支社長：クロード・チアリ
- 結城光枝（宮本の元妻）：加藤治子
- 捜査一課長：神山繁
- 十津川警部：夏木勲
- 守田比呂也、加藤和夫、神有介、上田忠好、深江章喜、石山雄大、和田周、久保田民絵、明石勤 ほか

| 日本テレビ系列 火曜サスペンス劇場         | 日本テレビ系列 火曜サスペンス劇場             | 日本テレビ系列 火曜サスペンス劇場              |
| 前番組                                    | 番組名                                        | 次番組                                         |
| ----------------------------------------- | --------------------------------------------- | ---------------------------------------------- |
| 球形の荒野 （原作：松本清張） (1981.9.29) | 消えたタンカー (原作：西村京太郎) (1981.10.6) | 大病院が震える日 (原作：門田泰明) (1981.10.13) |

### 2013年版
『西村京太郎サスペンス 十津川警部シリーズ50作記念作品・消えたタンカー』は、TBS系列の2時間ドラマ『月曜ゴールデン』で2013年9月9日21時 - 22時54分に放送された。
主演は渡瀬恒彦。TBS制作。渡哲也との兄弟共演が話題になった。